# جيراردو فلوريس
جيراردو فلوريس (بالإسبانية: Gerardo Flores Zúñiga)‏ (5 فبراير 1986 المكسيك - ) هو لاعب كرة قدم مكسيكي يلعب كمدافع.

## روابط خارجية
- جيراردو فلوريس على موقع الاتحاد الدولي (مؤرشف)  (الإنجليزية)
- جيراردو فلوريس على موقع إي إس بي إن إف سي (الإنجليزية)
- جيراردو فلوريس على موقع قاعدة بيانات كرة القدم.إي يو (الإنجليزية)
- جيراردو فلوريس على موقع ناشيونال فوتبول تيمز (الإنجليزية)
- جيراردو فلوريس على موقع Soccerway.com (الإنجليزية)
- جيراردو فلوريس على موقع AS.com (الإسبانية)